# Hold An Old Friend's Hand
Hold an Old Friend's Hand é o segundo álbum da cantora Tiffany, lançado em novembro de 1988. O álbum vendeu bem, tendo uma certificação de platina, e atingindo #17 nos EUA, além de uma música no top 10 ("All This Time") e outra no top 40 ("Radio Romance"); apesar disso, não vendeu tão bem quanto o seu álbum anterior. Em meados de 1989, a popularidade de Tiffany caiu tão rápido quanto tinha chegado ao topo dois anos anteriores, e os últimos singles lançados deste álbum fracassaram (apensar da faixa título ter alcançado uma posição relativamente boa na parada de Adult contemporary na revista Billboard (#27). Em sua turnê para promover o álbum, ela teria novamente o grupo New Kids on the Block abrindo seus shows, porém, a popularidade do grupo fez com que os papéis fossem trocados, com ela abrindo o show para eles.

## Listagem das Músicas
1. "All This Time" (Tim James, Steven McClintock) – 4:20
2. "Oh Jackie" (T. James, McClintock, Tim Heintz, Kimberly Feldman) – 4:14
3. "Hold an Old Friend's Hand" (Donna Weiss) – 4:24
4. "Radio Romance" (John Duarte, Mark Paul) – 4:04
5. "We're Both Thinking of Her" (George Tobin, Mark Keefner) – 3:40
6. "Walk Away While You Can" (Mike Piccirillo) – 4:04
7. "Drop That Bomb" (Duarte, Bill Bowersock) – 3:44
8. "It's the Lover (Not the Love)" (Rich Donahue, Patrick Dollaghan) – 4:08
9. "I'll Be the Girl" (George Tobin, Piccirillo) – 4:27
10. "Hearts Never Lie"  (Allan Roy Scott, Hugh James) – 4:59
11. "Overture" (T. James, McClintock, Scott, Hugh James, Weiss) – 1:24

## B-sides
- Can't Stop A Heartbeat (Paul Mark, John Edward Duarte)
- I'll Be The Girl (George Tobin, Mike Piccirillo)
- Godda Be Love (Paul Mark, John Edward Duarte)
- Ruthless (Donna Weiss, John Duarte)

## Singles
- All This Time - Setembro de 1988
- Radio Romance - Janeiro de 1989
- Hold An Old Friend's Hand - Abril de 1989
- It's The Lover (Not The Love) - Junho de 1989
- Oh Jackie - Maio de 1989 (apenas no Japão)